# Cavalier social
En droit français, le terme cavalier est utilisé dans un projet ou une proposition de loi afin de désigner des dispositions qui, en vertu des règles constitutionnelles ou organiques régissant la procédure législative, n’ont pas leur place dans le texte dans lequel le législateur a prétendu les faire figurer.

## Définition
Un cavalier social est une disposition dont la présence dans une loi de financement de la Sécurité sociale (LFSS) est proscrite par l’article 34 alinéa 20 de la Constitution et l’article 1er de la loi organique relative aux lois de financement de la sécurité sociale, car ne relevant ni du domaine exclusif des LFSS ni de leurs domaines facultatifs. À défaut, les cavaliers sociaux inclus dans un projet de loi de finances font systématiquement l'objet d'une censure par le Conseil constitutionnel.

## La protection du domaine des lois de financement de la Sécurité sociale (LFSS) en France
En France, la loi constitutionnelle du 22 février 1996, loi de financement de la Sécurité sociale, vise à éviter que les LFSS deviennent des fourre-tout ou comportent des dispositions portant diverses mesures d’ordre social (DDOS). En conséquence, le Conseil constitutionnel se saisit d’office et censure les cavaliers sociaux, comme dispositions étrangères au domaine des LFSS tel que défini par l’article LO 111-3 du Code de la sécurité sociale.
C'est en raison de cette irrecevabilité procédurale que le droit d'amendement est restreint ou encore que certains amendements sont retirés lors de la deuxième lecture des Lois et des lectures suivantes, dans la mesure où ceux-ci doivent dès lors être en relation directe avec une disposition restant en discussion, selon la règle dite de l'entonnoir.